# Леки крайцери тип „Дюге Труен“
Дюге Труен (на френски: Duguay Trouin) са тип леки крайцери на ВМС на Франция от времето на Втората световна война. Всичко от проекта за флота са построени 3 единици: „Дюге Труен“ (на френски: Duguay Trouin), „Ла Мот Пике“ (на френски: Lamotte-Picquet) и „Примоге“ (на френски: Primauguet). Първите леки крайцери във френския флот. Стават и първите в света крайцери с линейно-терасовидно разположение на главния калибър в оръдейните кули.

## История на създаването
След края на Първата световна война, крайцерският компонент на френската флота се намира в катастрофално състояние. Най-съвременните бойни единици са броненосните крайцери от тип „Едгар Кюне“, остарели още при влизането им в строй. В резултат по протежение на цялата война французите са принудени да използват за крайцерските си операции съвършено неподходящи за това бойни единици. Проблемът се осъзнава от френските моряци още преди войната, за това през 1909 г. стартират проектните работи по създаването на съвременни крайцерски сили. Техен резултат става приетото на 10 юни 1914 г. решение да се построят 10 „ескадрени разузнавача“ (на френски: convoieur d'escadrilles) от типа „Ла Мот Пике“. Тези кораби при водоизместимост от 4500 тона трябва да развиват скорост 29 възела и да носят въоръжение от осем 138-mm оръдия, разположени частично линейно-терасовидно и частично по бордовете в каземати. Бордовият им залп съставлява шест ствола. Защитата на крайцерите се предполага да бъде много слаба и да се свежда до тънка бронирана палуба. Поръчката за главния крайцер е издадена на 17 юли 1914 г., като залагането е планирано за ноември 1914 г. в корабостроителницата на арсенала в Тулон, но започналата война обърква всички планове. Залагането на крайцерите е нееднократно отлагано и в крайна сметка е отменена преди края на войната.
Към идеята за построяване на съвременни крайцери във Франция се връщат през 1919 г. В началото на 1920 г. командването на френския флот разработва планове за постройката на шест крайцера от незначително усъвършенстван проект от „Ла Мот Пике“, с водоизместимост около 5200 тона, със скорост 30 възела и въоръжение от осем 138-mm оръдия. Но след като французите разбират за предполагаемите характеристики на най-новите британски и американски крайцери „Емералд“ и „Омаха“, техният собствен проект започва да им се струва прекалено слаб.
Под влиянието на новите сведения построяването на подобрените „Ла Мот Пике“ е отменено. През пролетта на 1920 г. Морският съвет се изказва за увеличение на водоизместимостта до 7300 тона, а на скоростта до 34 възела. При това 138-mm оръдия се признават за прекалено слаби за кораб с такива размери и е предложено те да се заменят със седем 155-mm оръдия в единични установки, поместени в диаметралната плоскост. До това време френският флот не е използвал този калибър и новите оръдия се предполага да се разработят на базата на сухопътна арт-система, което ще позволи да се поевтини и да се опрости снабдяването на корабите с боеприпаси.
Окончателните изисквания на Морския съвет са формулирани през юни 1920 г. Водоизместимостта трябва да достигне 8000 тона, а въоръжението осем 155-mm оръдия в сдвоени установки. Стойността на кораба при това нараства от 40 милиона франка до 70 милиона. Представени са четири проекта, като на тяхното разработване повлиява изучаването на предадените на френския флот по репарации немски и австро-унгарски крайцери. В резултат е избран вариантът C, отличаващ се с висока скорост при практическа липса на бронева защита. Флотското командване изразява желание да получи шест такива крайцера, но финансови проблеми водят до орязването на поръчката. В крайна сметка Национално събрание на Франция утвърждава на 18 април 1922 г. корабостроителната програма, включваща освен другите кораби и трите крайцера от типа „Дюге Труен“.

## Конструкция

### Корпус и архитектура
Конструкцията на корпуса на проекта „Дюге Труен“ е създадена под влиянието на американския крайцер „Омаха“. Френските крайцери получават корпус с полубак. При това носовите шпангоути имат значителен развал, което в съчетание с високия борд осигурява на крайцерите добра мореходност. Отрицателен момент в това решение става повишената проекция към вятъра на крайцерите – силният страничен вятър съществено влияе на управляемостта им.
Разпределение на теглото изглежда така:
|                                       | маса, t | в проценти |
| ------------------------------------- | ------- | ---------- |
| Корпус                                | 4730    | 36,2 %     |
| Брониране на корпуса                  | 105     | 1,2 %      |
| Брониране на артилерията              | 61      | 0,7 %      |
| Брониране, всичко                     | 166     | 1,9 %      |
| Въоръжение                            | 867     | 9,9 %      |
| Машинна установка                     | 2497    | 28,5 %     |
| Оборудване и предмети на снабдяването | 1559    | 17,8 %     |
| Гориво                                | 500     | 5,7 %      |
| Стандартна водоизместимост            | 8760    | 100 %      |

### Въоръжение
| калибър, mm                           | 155       | 155       | 75     | 13,2  |
| дължина на ствола, калибри            | 50        | 50        | 50     | 76    |
| маса на оръдието, kg                  | 8870      | 8870      | 1070   | 19,5  |
| скорострелност, изстрела/минута       | 4 – 5     | 4 – 5     | 8 – 15 | 200   |
| тегло на снаряда, kg                  | 56,5 – 59 | 56,5 – 59 | 5,93   | 0,052 |
| начална скорост, m/s                  | 850       | 850       | 850    | 800   |
| максимална далечина на стрелбата, m   | 26 100    | 26 100    | 14 100 | 7200  |
| максимална досегаемост по височина, m | –         | –         | 10 000 | 1500  |

Леките крайцери от тип „Дюге Труен“ имат в качеството на главен калибър 155-mm оръдия модел 1920 г. Тази артилерийска система е разработена на базата на армейска такава, което трябва да облекчи снабдяването на корабите с боеприпаси. По-рано френският флот не е използвал оръдия от такъв калибър. Осемте 155-mm оръдия са поместени в четири двуоръдейни кули модел 1921 г. по линейно-терасовидна схема. Оръдията стрелят с три типа снаряди – полубронебойни, а също с фугасни, с взриватели с мигновено и забавено действие. Теглото на снарядите се колебае от 56,5 kg до 59 kg. Началната скорост на полубронебойния снаряд с маса 56,5 kg при пълен заряд съставлява 850 m/s, а максималната далечина на стрелбата е 26 100 метра. Балистичните данни на оръдията се оценяват като превъзходни, но скорострелността им е невисока. Формално тя съставлява 6 изстрела в минута, но фактически е наполовина.
Кулите модел 1921 г. тежат по 80 тона и имат електрохидравлична трансмисия. Ъглите на вертикално насочване съставляват от −5° до +40°, хоризонталният осигурява обстрел в радиус от 140° по всеки борд. Оръдията са разположени в индивидуални люлки, боекомплектът варира от 160 до 185 снаряда на ствол.

## История на службата
|               | заложен           | спуснат           | влиза в строй        | съдба |
| ------------- | ----------------- | ----------------- | -------------------- | --- |
| „Дюге Труен“  | 4 август 1922 г.  | 14 август 1923 г. | 10 септември 1926 г. | Списан на 29 март 1952 г. и продаден за скрап |
| „Ла Мот Пике“ | 17 януари 1923 г. | 21 март 1924 г.   | 1 октомври 1926 г.   | На 12 януари 1945 г. потопен от американската палубна авиация в Кам Ран |
| „Примоге“     | 16 август 1923 г. | 21 май 1924 г.    | 1 септември 1926 г.  | На 8 ноември 1942 г. в хода на противодействия да десанта на съюзниците в Северна Африка е тежко повреден от снаряди и авиобомби в района на Казабланка, изхвърлен е на брега и изгаря |

### „Дюге Труен“
Веднага след влизането си в строй е включен в състава на 3-та лека дивизия на 1-ва ескадра на флота и се базира в Брест. Първите години на служба провежда в Атлантика и в Средиземно море. През 1931 г. прави кратък поход до Индокитай. От декември 1931 г. се намира в резерва. Връща се на активна служба на 25 август 1933 г., ставайки флагман на 2-ра ескадра. През този период „Дюге Труен“ е командван от вицеадмирал Ф. Дарлан. През август 1936 г. е пребазиран в Тулон и влиза в състава на Учебната дивизия на 1-ва ескадра. През пролетта на 1937 г. има кратък поход до бреговете на Испания. На 10 юни 1939 г. е включен в състава на 5-та ескадра, под флага на контраадмирал Моро.
С началото на Втората световна война „Дюге Труен“ действа в централния Атлантик, съпровожда конвои, а също участва в издирвателни операции против немските търговски съдове и рейдери. На 16 октомври 1939 г. пленява немския параход „Галле“. През януари 1940 г. се връща във Франция и влиза за ремонт. След края на ремонта, на 1 май 1940 г., крайцерът влиза в състава на дивизията на Левант, а в края на май 1940 г. е включен в състава на съединението X, което командва вицеадмирал Годфруа. Задача на съединението е взаимодействие с британския флот в източната част на Средиземно море. Участва в набеговите операции против Додеканезските острови на 11 юни 1940 г., а на 21 – 22 юни 1940 г. против Тобрук.
На 3 юли 1940 г., когато британският флот започва Операция Катапулт, насочена към неутрализацията на френските ВМС, „Дюге Труен“ се намира в Александрия заедно с редица други френски кораби. Тук не се стига до използването на насилие, но след преговори френските кораби на 5 юни 1940 г. са разоръжени под британски контрол. В Александрия крайцерът се намира до 17 май 1943 г., когато вицеадмирал Годфруа решава да се присъедини към съюзниците.
На 4 юли 1943 г. „Дюге Труен“ заедно с тежкия крайцер „Сюфрен“ започва преход около Африка и на 3 септември 1943 г. пристига в Дакар. Тук корабът преминава модернизация до края на 1943 г. През първата половина на 1944 г. „Дюге Труен“ действа в Средиземно море като бързоходен войскови транспорт. През август 1944 г. влиза в състава на 3-та дивизия крайцери и участва в оказването на огнева поддръжка на съюзните войски по време на техния десант на 15 – 17 август 1944 г. в Южна Франция. Впоследствие отново се занимава с войскови превози и едва през април 1945 г. е привлечен към обстрела на немските позиции в района на Генуа.
След края на войната „Дюге Труен“ влиза за дълъг ремонт. На 9 май 1947 г. крайцерът е изпратен в Далечния Изток и на 14 ноември 1947 г. пристига в Сайгон, където става флагман на Далекоизточната дивизия. На 5 юни 1948 г. на борда на крайцера е подписано мирното съглашение за мирно обединение на Виетнам. При бреговете на Индокитай „Дюге Труен“ действа в следващите четири години, оказвайки огнева поддръжка на френските войски в тяхната борба с виетнамските бунтовници. Всичко крайцерът провежда 18 бойни стрелби, изразходвайки 631 снаряда на главния калибър – повече, отколкото за цялата Втора световна война.
На 22 септември 1951 г. „Дюге Труен“ напуска Индокитай и на 22 октомври 1951 г. пристига в Тулон. На 1 декември 1951 г. крайцерът е изваден в резерва, а на 29 март 1952 г. е изключен от списъците на флота. На 27 март 1953 г. „Дюге Труен“ е продаден за скрап.

### „Ла Мот Пике“
В периода 1926 – 1931 г. е флагман на 3-та ескадра на френския флот, действа в Атлантика и Средиземно море. На 2 ноември 1935 г. „Ла Мот Пике“ е изпратен в Индокитай, където сменя крайцера „Примоге“ в качеството на флагман на френските ВМС в Далечния Изток. Пристига в Сайгон на 30 декември 1935 г. и се базира в този порт до края на своята кариера. В периода 1936 – 1939 г. посещава редица далекоизточни пристанища, подсигурява безопасността на френските граждани в Шанхай в хода на Китайско-японската война.
В началото на Втората световна действа в далекоизточните води. В хода на франко-тайската война, участва в сражението при Ко Чанг на 17 януари 1941 г., където оглавява отряда на френските кораби. Сражението завършва с разгром на тайския флот. Действайки съвместно с четири авизо „Ла Мот Пике“ изиграва решаваща роля за победата на французите. Именно неговият артилерийски огън нанася тежки повреди на тайския броненосец на бреговата отбрана „Тонбури“, а също и способства за потопяването на два тайски миноносеца. В хода на боя крайцерът изстрелва 450 снаряда и 6 торпеда, самият той не получава попадения и няма никакви загуби.
Впоследствие „Ла Мот Пике“ рядко излиза в морето поради дефицит за гориво и лошото състояние на машините. През септември 1941 г. той има докуване в Осака, но след завръщането си в Индокитай няма повече походи. На 1 януари 1944 г. „Ла Мот Пике“ е изваден в резерва и се използва като несамоходен учебен кораб. На 12 януари 1945 г. е потопен в Кам Ран от американската палубна авиация.

### „Примоге“
Службата на „Примоге“ започва с околосветско плаване, което крайцерът прави през 1927 г. Впоследствие кораба има серия далечни походи в северния и южния Атлантик. В периода 1932 – 1936 г. „Примоге“ служи в Далечния Изток. През 1936 г. крайцерът се връща във Франция и преминава ремонт. През 1937 г. „Примоге“ отново действа в Далечния Изток, в частност подсигурява безопасността на френските граждани в Шанхай. На 28 юли 1939 г. напуска Далечния Изток.
Началото на Втората световна война заварва „Примоге“ в Африка, в порт Такоради. Крайцерът веднага участва в съпровождането на няколко конвоя, след което, на 25 ноември 1939 г. пристига за ремонт в Лориан. След ремонта „Примоге“, от март 1940 г. се базира в Оран, действайки в Атлантика. На 1 април 1940 г. крайцерът пристига във Фор дьо Франс на Мартиника, откъдето прави ред походи в Карибско море. На 6 май 1940 г. стоварва десант в района на Аруба, с цел защита на нефтените находища там. В същия този район на 10 май 1940 г. потопява немския съд „Антила“.
На 19 юни 1940 г. „Примоге“ пристига в Брест, а на 25 юни отплава за Казабланка с товар злато от запасите на Банката на Франция. През септември 1940 г. действа при бреговете на Екваториална Африка, където успява да избегне прихващане от британските крайцери и се връща в Казабланка. В периода 1941 – 1942 г. крайцерът е почти през цялото време в базата и само понякога излиза в морето. През април 1942 г. „Примоге“ става флагман на 2-ра лека ескадра, където освен него влизат един дивизион контраминоносци и два дивизиона разрушители.
Към момента на десанта на англо-американските сили в Северна Африка 2-ра лека ескадра се оказва почти единствената боеспособна сила на флота на Виши в този регион. На 8 ноември 1942 г., в хода на нападението на американските сили над Казабланка, „Примоге“, независимо от текущия си ремонт, излиза в морето в съпровождане на пет разрушителя и влиза в бой с американското съединение. Стълкновението се оказва скоротечно поради подавляващото превъзходство на американските сили. „Примоге“ получава попадания от снаряди от американския крайцер „Бруклин“, а също и попадения от авиобомби от пикиращи бомбардировачи „Дъглас SBD Донтлес“, действащи от самолетоносача „USS Ranger (CV-4)“. В резултат крайцерът е тежко повреден и се изхвърля на брега, след което гори през цялата нощ. Загиват 45 члена на екипажа, включая и командирът – капитан 1-ви ранг Мерсие, а над 200 души са ранени.
След войната е оценено като нецелесъобразно да се възстановява прекалено силно повреденият кораб. На 9 май 1951 г. е решено на място „Примоге“ да се разкомплектова за скрап.

## Оценка на проекта
Проектът „Дюге Труен“ заслужава нееднозначна оценка. От една страна тези кораби стават етапни в световното военно корабостроене. Първите големи кораби, проектирани и построени след Първата световна война, те стават и първите в света леки крайцери, получили куполна артилерия на главния калибър, поставена по линейно-терасовидната схема. Така проекта „Дюге Труен“ предопределя облика на крайцерите от междувоенния период. Достатъчно високо се оценява огневата им мощ, тяхното торпедно въоръжение, на висота са скоростта и мореходността им.
Заедно с това крайцерите от тип „Дюге Труен“ се отличават с крайно слаба, фактически символична бронева защита, която не им позволява да се надяват на успех в бой със сериозен противник. Командирите на крайцерите считат своите кораби по-скоро много големи разрушители, отколкото крайцери. Още един недостатък става малката далечина на плаване, позволяваща използването на тези крайцери само на ограничени морски театри.